# Kai yang

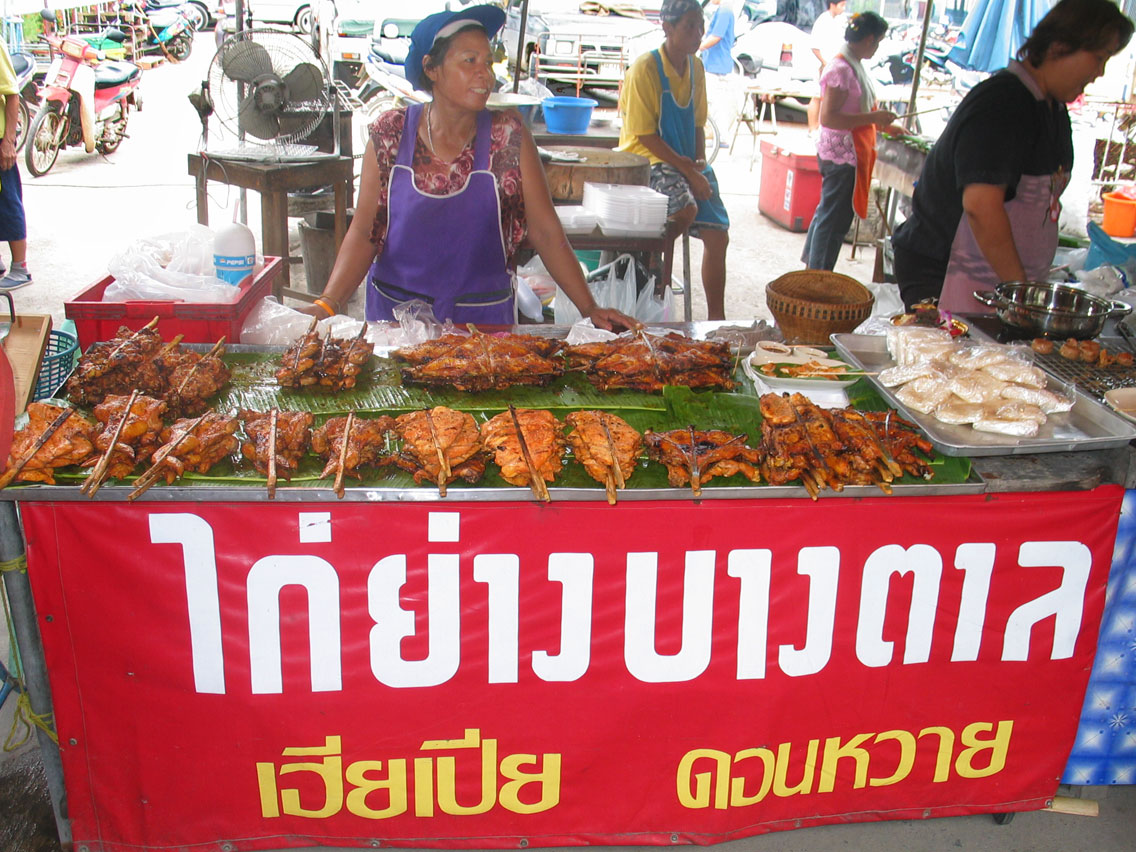
Puesto callejero en Isan ofreciendo kai yang

Kai yang (en idioma tailandés ไก่ย่าง) es un plato tradicional de la cocina tailandesa elaborado con carne de pollo a la parrilla o barbacoa. El plato es originario del Isan región de Tailandia. Se suele comer acompañado de arroz aglutinado (khao niao - ข้าวเหนียว) y som tam. El plato es muy popular en todo el territorio y puede encontrarse fácilmente en los puestos callejeros cercanos a los mercados.

## Preparación y Servir
El plato es elaborado con la carne de pollo marinada y puesta a la parrilla. La marinada está elaborada con salsa de pescado (pla raa), ajo, jengibre, raíz de coriandro y pimienta blanca. Se suele servir con la tradicional ensalada somtam.